# Ramosomyia
Ramosomyia és un gènere d'ocells de la subfamília dels troquilins (Trochilinae) dins la família dels troquílids (Trochilidae).

## Taxonomia
Les espècies que formen aquest gènere eren adés incloses a Amazilia, gènere que es va demostrar polifilètic arran un estudi molecular publicat el 2014.
Aquesta troballa va propiciar la creació del gènere Ramosomyia. Avui és separat en tres espècies:
- Ramosomyia violiceps – colibrí amazília de capell violaci.
- Ramosomyia viridifrons – colibrí amazília frontverd.
- Ramosomyia wagneri – colibrí amazília de Wagner.